# Avon Dassett
Avon Dassett – wieś w Anglii, w hrabstwie Warwickshire, w dystrykcie Stratford-on-Avon. Leży 20 km na południowy wschód od miasta Warwick i 113 km na północny zachód od Londynu. Miejscowość liczy 210 mieszkańców.